# 车王镇
车王镇，是中华人民共和国山東省滨州市无棣县下辖的一个乡镇级行政单位，原名车镇乡。车王镇古称车店镇，为北宋无棣县重镇之一。

## 沿革
- 1946年为车镇区。
- 1958年建车镇公社。
- 1968年建大王公社。
- 1982年更名大杨公社。
- 1984年改车镇乡、大杨乡。
- 1997年，撤销大杨乡，将其行政区域并入车镇乡。
- 2010年，撤销车镇乡，设立车王镇。

## 行政区划
车王镇下辖以下地区：
新镇社区、车镇南村、车镇中村、车镇北村、小穆家村、东邓村、西邓村、坡庄村、吕家邢王村、大李邢王村、邢家邢王村、杨家邢王村、小李邢王村、大张邢王村、刘家邢王村、蔺家邢王村、孟家邢王村、小张邢王村、白鹤观村、蒋桥村、贾家村、李家村、段家庄村、前挂口村、中挂口村、后挂口村、温家庙村、范道口村、小葫芦头村、大葫芦头村、二郎庙村、朱家村、北马家村、五道庙村、鹁鸽王村、河西崔家村、王家村、孟家村、芦郭村、东刘屯村、西刘屯村、朱李张村、李辛村、顾什村、梁什村、崔什东村、崔什西村、李什村、蔡什村、宋什村、张连普村、后刘东村、后刘西村、瓦老村、小王村、西李之口村、东李之口村、大王庄村、胥家村、大杨村、便宜店村、北双庙村、翟家村、小武村、于家村、信家村、杨中流村、温杨村、五营中村、五营后村、大武村、侯家村、小张村、崔家村、大高村、中高村和小高村。

## 交通
津汕高速、大济公路、车泊公路、海港路公路、黄大铁路以及马颊河、德惠新河穿境而过。

## 古迹
有樊哙墓、李左车墓等古墓葬。